# Wiliam Nygaard
Wiliam Nygaard (nacido el 16 de marzo de 1943) es un editor noruego, exdirector de la editorial noruega Aschehoug. También fue presidente del Corporación de radiodifusión estatal Noruega. Tiene dos hijos.

## Trayectoria empresarial
De 1974 a 2010 fue el editor jefe de Aschehoug, la segunda casa editorial más grande de Noruega. Ascehoug es propiedad de la familia Nygaard. Sustituyó a su padre Mads Wiel Nygaard y a su abuelo William Martin Nygaard quienes estuvieron al frente de la empresa en años anteriores, y a su vez dejó el trabajo a su hijo, Mads Nygaard. Fue presidente de la Asociación de Editores noruega de 1987 a 1990. De 2010 a 2014 fue director de NRK, la televisión estatal de Noruega.

## Intento de asesinato
El 12 de abril de 1989 Aschehoug y Wiliam Nygaard se encargaron de publicar la edición noruega de Los versos satánicos de Salman Rushdie. Esto fue dos meses después de que Ayatolá Khomeini emitiera la siguiente fatwa contra Rushdie y sus editores:
Informo a todos los musulmanes celosos de su fe que el autor del libro titulado Los versos satánicos — el cuál ha sido escrito, imprimido y publicado en oposición al Islam, el Profeta, y el Corán — y todos aquellos implicados en su publicación quiénes eran conscientes de su contenido, están sentenciados a muerte. Llamo a todos los musulmanes celosos de su fe para ejecutarlos deprisa, dondequiera que se encuentren, de modo que nadie más ose a insultar la santidad musulmana. Si Dios quiere, quienquiera que fuese asesinado en este camino será considerado un mártir .
A causa del fatwa, las amenazas directas estuvieron hechas en contra Wilriam Nygaard y traductor Kari Risvik. En la controversia resultante, Nygaard recibió protección policial durante un período.
En la mañana del 11 de octubre de 1993, Nygaard recibió tres disparos frente a su casa en Dagaliveien en Oslo. La mayoría de gente— incluido Nygaard — atribuyeron el incidente a la fatwa. Después de varios meses de hospitalización, Nygaard se recuperó lentamente. A principios de octubre de 2018, casi un cuarto de siglo después del intento de asesinato, se formularon cargos contra los presuntos responsables. Sus nombres y nacionalidades no fueron publicados en ese momento. En noviembre de 2021, los dos fueron identificados como el libanés Khaled Moussawi y un exdiplomático iraní anónimo.

## Otras posiciones
Tanto antes como después del ataque, Nygaard ha sido un abierto defensor de la libertad de expresión, y es miembro de la junta directiva de la división noruega de PEN Club Internacional. Es un miembro de la Academia noruega para Lengua y Literatura.
Ha sido miembro de la junta del Galería nacional de Noruega. En 2010 esté elegido presidente del Corporación de radiodifusión estatal Noruega.

## Premios
- 1994 Premio Fritt Ord.[18]
- 1998 Premio Segerstedt.
- 1998 Caballero de 1. Clase de St. Olavs Orden.
- 1998 (Con Salman Rushdie) Doctor honorario en Universitetet i Tromsø.
- 2019 Premio Gunnar Sønsteby.[19]